# Ophyiulus verruculiger
Ophyiulus verruculiger är en mångfotingart som beskrevs av Karl Wilhelm Verhoeff 1910. Ophyiulus verruculiger ingår i släktet Ophyiulus och familjen kejsardubbelfotingar. Inga underarter finns listade i Catalogue of Life.